# De brullende berg
De brullende berg is het zevenendertigste stripverhaal uit de reeks van Suske en Wiske. Het is geschreven door Willy Vandersteen en gepubliceerd in De Standaard en Het Nieuwsblad van 17 november 1955 tot en met 28 maart 1956.
De eerste albumuitgave was in 1956, destijds in de Vlaamse ongekleurde reeks met nummer 27. In 1968 verscheen het verhaal in de Vierkleurenreeks met albumnummer 80. De oorspronkelijke versie verscheen in 1996 nog eens in Suske en Wiske Klassiek.

## Locaties
- België, bos, villa van professor Alpins, Tibet, de Himalaya, Montladsu (de brullende berg), Bhadgaons.

## Personages
- Suske, Wiske, tante Sidonia, Lambik, Jerom, professor Barabas, Sanders, professor Alpins, Pauwels, het leger, Toumo-pa (boeddhistisch kluizenaar), Bhébhé (reus), de bergbokken, Bokbaard (hoofdman), Tibetanen.

## Uitvindingen
- De gedachtenmelker, de gyronef

## Het verhaal
Suske en Wiske logeren bij Lambik en Jerom thuis. In de krant lezen ze over een ongeluk waarbij een auto tegen een boom reed. Ze gaan naar het ziekenhuis, waar de gewonde bestuurder hun vertelt dat het ongeluk anders verliep; er kwam een zonderlinge massa uit de lucht vallen. 
Op de terugweg zien de vrienden een bange man genaamd Pauwels, die de donkere massa ook gezien heeft en wiens auto nu platgedrukt op de weg ligt. Hij vertelt dat hij samen met zijn collega Sanders een berg in de Himalaya beklom en door de lokale bevolking werd gewaarschuwd dat de berg wraak zou nemen. De vrienden gaan naar professor Alpins, waar ze zien dat het dak van het huis is gehaald. Ze vinden de bewusteloze professor en brengen hem weer bij. Alpins licht hen in dat Sanders in het ziekenhuis ligt. Jerom ziet een vreemde massa in de tuin bewegen, waarop Pauwels en Lambik met geweer op onderzoek uitgaan. 
Inmiddels heeft Sanders pantserwagens ingezet en wordt de omgeving verkend. Jerom wordt ontvoerd door de vreemde massa en terneergeslagen gaan Lambik, Suske en Wiske naar tante Sidonia die hen echter inlicht dat Jerom bij haar is. Hij werd door de grote massa, een reus die Bhébé heet, naar haar gebracht. De reus praat echter achterstevoren. Dankzij een uitvinding van professor Barabas, de gedachtenmelker, kan men vertalen wat de reus te vertellen heeft.
Bhébé vertelt dat de bergexpeditie van hem was weggevlucht en hun bagage achterliet. Hierin vond hij een album van Suske en Wiske terug, wat hem deed besluiten om naar België te komen om hen in het echt te ontmoeten. De reus vertelt dat in zijn berg veel goud en diamanten te vinden zijn. Hij wil zijn grot met moderne spullen inrichten en heeft diamanten meegenomen om deze spullen te kopen. De vrienden gaan samen met Bhébhé in de gyronef (aangepast vanwege de grootte van Bhébé) naar de Himalaya en brengen de gekochte spullen mee. In de bergen komt de gyronef in problemen door een sneeuwstorm en moet een noodlanding maken. Suske en Wiske ontmoeten een kluizenaar die hen waarschuwt voor de geheime machten van "de brullende berg". Vervolgens wordt de kluizenaar door een reeks booswichten, de Bergbokken, opgedragen om de reis van de vrienden te belemmeren. De man hypnotiseert Tante Sidonia en Jerom, waarna hij hen ontvoert.
Suske, Wiske en Lambik besluiten verder te reizen, terwijl Bhébhé Sidonia en Jerom zal zoeken. De gyronef weet de lokale bevolking te redden van een enorme sneeuwbal, maar hierbij raakt hun helikopter wel beschadigd. Uit dank helpen de inwoners om de moderne spullen mee naar de bergtop te dragen. Daar worden ze door de bergbokken omsingeld en ontdekken dat als de bergbokken worden beschoten, ze gewoon verdubbelen. De berg begint te brullen en de bergbewoners slaan in paniek op de vlucht. De bergbokken maken van de gelegenheid gebruik om een kist te stelen. Lambik klimt alleen naar boven en merkt niet dat de reus aanwezig is. Bhébé vraagt de berg niet te brullen. Op vlucht voor de bergbokken snellen Suske en Wiske de berg op, waar ze de gestolen kist terugvinden met een gemaskerde man. Bokbaard vertelt hun dat Bhébé dankzij hem koning van de Montladsu is geworden en eigenlijk onder één hoedje met de Bergbokken speelt. Suske en Wiske ontmoeten Bhébhé weer bij de bergbokken. Bhébhé dreigt nu dat ze hun vrienden nooit meer zullen terugzien als ze het met iemand anders over de kist hebben.
Suske, Wiske en Lambik komen elkaar terug tegen en slaan opnieuw op de vlucht. Ze vinden hun gestolen spullen uit de gyronef terug en graven een tunnel. Zo ontdekken ze dat de gemaskerde man onder dwang van Bhébhé en de bergbokken aan een machine werkt. De gemaskerde man, (waarvan ze vermoeden dat het Professor Barabas is, maar gezien uit een telefoongesprek ook blijkt dat hij tegelijkertijd thuis is twijfelen ze), weigert plots verder te werken, maar de slechteriken dreigen ermee dat zijn vrienden het dan met hun leven zullen bekopen. Het blijkt dat het apparaat een zonnespiegel is waarmee Bhébhé en de bergbokken de bergtop willen opwarmen. Vervolgens neemt een van de Bergbokken, Bokbaard, de macht over. Bokbaard beweert dat ze het dal zullen vernietigen met een zonnestraal, in plaats van het simpelweg op te warmen. Bhébhé wil dit niet. Lambik jaagt de bergbokken weg, maar Bhébhé wordt door een pijl met slaapmiddel getroffen. De Bergbokken begeven zich met de gemaskerde naar de tempel van Haf-Ghunst, waar ze hem willen offeren door hem in een vuur te rollen. Lambik weet hem echter te redden en in veiligheid te brengen, maar allebei worden ze door een slaappijl getroffen. Daar ontdekken Suske en Wiske dat de gemaskerde man inderdaad Barabas was; al die tijd kregen ze zijn antwoordapparaat aan de lijn tijdens telefoongesprekken.
Suske wordt door Bokbaard gevangengenomen. Dan brult de berg, de spiegel wordt in gereedheid gebracht. Suske roept om Wiske en dit klinkt ook in de bergen. Jerom hoort de boodschap; de kluizenaar heeft de hypnose verbroken. Tante Sidonia, die ook weer is onttoverd, bevrijdt Suske en Jerom verslaat de bergbokken. Suske probeert de spiegel kapot te maken, maar Barabas en Wiske houden hen tegen en lichten hen in dat het ding een gewone zonnespiegel is. Wiske wist dit al meteen zeker nadat ze had ontdekt wie de gemaskerde man was. De bergtop wordt nu eindelijk verwarmd en is daardoor vanaf nu vruchtbaar. 
De bergbokken moeten als straf voor hun slechtheid het vrijgekomen land bewerken, maar ze leren zo wel in harmonie te leven samen met Bhébhé. Hierna keren de vrienden terug naar huis.

## Achtergronden bij het verhaal
- Bhébhé is een woordspeling op het Franse woord "bébé" (baby)
- De tempel van "Haf-Gunst" is een woordspeling op "Afgunst".
- De naam van de berg Montladsu is afgeleid van het Frans "Monte là-dessus" (letterlijk: klim daarop). "Monte là-dessus" was ook de Franse titel van de beroemde stille film "Safety last" met Harold Lloyd. In België gebeurden de filmaankondigingen destijds altijd in twee talen (Nederlands en Frans) en mogelijk heeft Vandersteen zich hierop geïnspireerd
- Het gegeven waarin twee wezens verdubbelen nadat er op hen wordt geschoten zou later terugkeren in het Suske en Wiskealbum De dulle griet.
- Pufke en de milieumannetjes in het latere Suske en Wiske-album De begeerde berg, zijn ook bergbewoners die achterstevoren praten; het motief uit De brullende berg is dus hergebruikt.